# Episodi di Masters of Horror (prima stagione)
La prima stagione della serie televisiva dell'orrore Masters of Horror è stato trasmesso negli Stati Uniti dal 28 ottobre 2005 al 25 febbraio 2006 su Showtime. 
| nº | Titolo originale                           | Titolo italiano                  | Prima TV USA     | Prima TV Italia |
| -- | ------------------------------------------ | -------------------------------- | ---------------- | --------------- |
| 1  | Incident On and Off a Mountain Road        | Panico sulla montagna            | 28 ottobre 2005  | 1º luglio 2007  |
| 2  | H.P. Lovecraft's Dreams in the Witch-House | La casa delle streghe            | 4 novembre 2005  | 8 luglio 2007   |
| 3  | Dance of the Dead                          | La danza dei morti               | 11 novembre 2005 | 15 luglio 2007  |
| 4  | Jenifer                                    | Jenifer - Istinto assassino      | 18 novembre 2005 | 3 giugno 2007   |
| 5  | Chocolate                                  | Il gusto dell'ossessione         | 25 novembre 2005 | 22 luglio 2007  |
| 6  | Homecoming                                 | Candidato maledetto              | 2 dicembre 2005  | 17 giugno 2007  |
| 7  | Deer Woman                                 | Leggenda assassina               | 9 dicembre 2005  | 10 giugno 2007  |
| 8  | Cigarette Burns                            | Cigarette Burns - Incubo mortale | 16 dicembre 2005 | 24 giugno 2007  |
| 9  | The Fair Haired Child                      | Patto con il demonio             | 6 gennaio 2006   | 29 luglio 2007  |
| 10 | Sick Girl                                  | Creatura maligna                 | 13 gennaio 2006  | 5 agosto 2007   |
| 11 | Pick Me Up                                 | Strada per la morte              | 20 gennaio 2006  | 12 agosto 2007  |
| 12 | Haeckel's Tale                             | La terribile storia di Haeckel   | 27 gennaio 2006  | 19 agosto 2007  |
| 13 | Imprint                                    | Sulle tracce del terrore         | 25 febbraio 2006 | 26 agosto 2007  |

## Panico sulla montagna
- Titolo originale: Incident On and Off a Mountain Road
- Diretto da: Don Coscarelli
- Scritto da: Don Coscarelli, Stephen Romano

### Trama
Una giovane donna si risveglia dopo un incidente stradale e si trova a dover affrontare un brutale serial killer in una lotta senza esclusione di colpi. Per sconfiggerlo sarà determinante l'addestramento para-militare alla quale la donna è stata sottoposta in passato dal marito, uomo violento e ossessionato dal survivalismo.
- Interpreti: Bree Turner (Ellen), Angus Scrimm (Buddy), John DeSantis (Moonface), Ethan Embry (Bruce), Heather Feeney (giovane donna)
- Ispirazione: la storia è ispirata all'omonimo racconto dello scrittore Joe R. Lansdale.

## La casa delle streghe
- Titolo originale: H.P. Lovecraft's Dreams in the Witch-House
- Diretto da: Stuart Gordon
- Scritto da: Stuart Gordon, Dennis Paoli

### Trama
Walter Gilman, studente universitario, sta facendo delle ricerche sulle dimensioni parallele, affitta così una camera nella città di Arkham, nel New England. Walter incomincia ad essere assalito da strani incubi, in cui si manifesta una strega del XVII secolo. Il ragazzo cercherà di salvare il figlio della sua vicina di pianerottolo, Danny, da queste forze oscure, mettendo anche in pericolo la propria vita. 
- Interpreti: Ezra Godden (Walter Gilman), Chelah Horsdal (Frances Elwood), Campbell Lane (Masurewicz), Jay Brazeau (Mr. Dombrowski), David Nykl (CSI), David Racz (Baby Danny), Nicholas Racz (Baby Danny), Yevgen Voronin (Brown Jenkin), Susanna Uchatius (Keziah Mason)
- Ispirazione: la storia è ispirata ad un racconto dello scrittore Howard Phillips Lovecraft.

## La danza dei morti
- Titolo originale: Dance of the Dead
- Diretto da: Tobe Hooper
- Scritto da: Richard Matheson, Mick Garris

### Trama
In un futuro molto lontano e post-apocalittico, regna una società dominata da violenze ed epidemie. La vita non ha più la stessa importanza e lo stesso significato. In questo scenario vengono allestiti spettacolari funerali, in cui i morti vengono rianimati tramite trafusioni di sangue di persone anziane e fatti ballare tramite scariche elettriche.
- Interpreti: Jonathan Tucker (Jak), Jessica Lowndes (Peggy), Ryan McDonald (Boxx), Marilyn Norry (Kate), Lucie Guest (Celia), Robert Englund (The M.C), Margot Berner (Marie), Sharon Heath (Gerri), Don MacKay (Steven), Karen Austin (Quinn), Erica Carroll (Mia)
- Ispirazione: la storia è ispirata ad un racconto dello scrittore Richard Matheson

## Jenifer - Istinto assassino
- Titolo originale: Jenifer
- Diretto da: Dario Argento
- Scritto da: Steven Weber

### Trama
La storia narra di una ragazza dal viso deforme ma dal fisico bellissimo, che viene soccorsa da un poliziotto; questi la sottrae a una casa di cura a cui era stata destinata e sviluppa verso di lei una morbosa attrazione sessuale, ma presto la ragazza rivelerà il suo istinto omicida e l'agente, che perde famiglia e lavoro, farà di tutto per coprirne le malefatte in cambio di favori sessuali. Alla fine però, il protagonista cerca di porre fine alla spirale di violenza in un finale che ricalca l'inizio della storia.
- Interpreti: Steven Weber (Frank Spivey), Carrie Fleming (Jenifer), Brenda James (Ruby), Harris Allan (Pete), Beau Starr (Chief Charlie), Laurie Brunetti (Spacey), Jasmine Chan (Amy), Kevin Crofton (Homeless Man), Julia Arkos (Ann Wilkerson), Mark Acheson (Side Show Owner)
- Ispirazione: la storia è ispirata ad un racconto a fumetti di Bruce Jones e Bernie Wrightson

## Il gusto dell'ossessione
- Titolo originale: Chocolate
- Diretto da: Mick Garris
- Scritto da: Mick Garris

### Trama
Jamie, ragazzo mite e da poco divorziato con la moglie, lavora in una ditta di aromi artificiali. La sua vita viene sconvolta da strane percezioni sensoriali. Le sue allucinazioni visive e auditive, si rivelano appartenere a una donna misteriosa.
- Interpreti: Henry Thomas (Jamie), Matt Frewer (Wally), Stacy Grant (Vanessa), Jake D. Smith (Booth), Michael Curtola (Band Member), Katharine Horsman (Sue), Paul Wu (Hooper), Leah Graham (Elaine), Lucie Laurier (Catherine)

## Candidato maledetto
- Titolo originale: Homecoming
- Diretto da: Joe Dante
- Scritto da: Sam Hamm

### Trama
Un innominato presidente (simile per sembianze a Bill Clinton e per voce a George W. Bush) sta correndo per la rielezione nel bel mezzo di una guerra che divide l'opinione pubblica. Uno dei collaboratori della sua campagna elettorale, David Murch (Jon Tenney), va in TV e fa di tutto per far credere all'opinione pubblica che la guerra sia cosa buona e sostiene che se il proprio fratello, a suo dire morto in Vietnam, fosse ritornato dal mondo dei morti avrebbe detto che era morto per una buona causa. Dopo pochi giorni i soldati morti in Iraq tornano in vita come zombie e l'unica cosa che vogliono non è mangiare carne umana ma poter votare per qualcuno che non mandi a morire i ragazzi per una bugia.
- Interpreti: Jon Tenney (David Murch), Thea Gill (Jane Cleaver), Wanda Cannon (Kathy Hobart), Terry David Mulligan (Marty Clark), Robert Picardo (Kurt Rand), Beverley Breuer (Janet Hofstadter), Karen Austin (Mamma), Daniel Wesley (Bobby Earl Beeler), Jason Emanuel (Michael), Sean Carey (Gordon Hofstadter), Jason Emanuel (Ryan McDonell), Jason Emanuel (Michael), Nathaniel DeVeaux (Mr. Baker), Candus Churchill (Mrs. Baker)

- Curiosità: Su alcune delle tombe dei soldati risorti si leggono i nomi di Lucio Fulci, George A. Romero, Jacques Tourneur, Jean Yarbrough, Del Tenney, Gordon Douglas, John Gilling, Victor Halperin e Steve Sekely, registi di zombie movie.

## Leggenda assassina
- Titolo originale: Deer Woman
- Diretto da: John Landis
- Scritto da: Max Landis, John Landis

### Trama
In una tranquilla città di montagna, Dwight Faraday (Brian Benben) è un detective con un ruolo di poco conto, declassato a causa del suo passato poco notevole, che indaga su una serie di strani omicidi: le vittime sono tutti uomini trovati schiacciati e mutilati. Le indagini porteranno ad indagare inizialmente su dei cervi assassini, poi si indirizzeranno sulla leggenda di una creatura del Folklore indiano: La Donna Cervo (Cinthia Moura). 
- Interpreti: Brian Benden (Dwight Faraday), Anthony Griffith (Jacob Reed), Cinthia Moura (La donna cervo), Sonja Bennett (Dana), Julian Christopher (Chief Einhron), Don Thompson (Detective Fuches), Alex Zahara (Detective Patterson), Walter High (Pool Player)

## Cigarette Burns - Incubo mortale
- Titolo originale: Cigarette Burns
- Diretto da: John Carpenter

Una scena dell'episodio

- Scritto da: Drew McWeeny, Scott Swan

### Trama
Kirby Sweetman è un cinefilo appassionato, gestore di una sala cinematografica e pieno di debiti. Un giorno gli viene commissionata una ricerca di un film intitolato La Fin Absolue du Monde, da un eccentrico e ricco collezionista. La pellicola fu proiettata una sola volta ad un film festival europeo (il festival di Sitges, leggendario festival di settore omaggiato in questo modo dal regista) e poi sparita, alcuni la dicono distrutta, poiché la sua visione aveva causato tra gli spettatori un raptus improvviso di cannibalismo e follia omicida. Il film pare sia così penetrante con i suoi messaggi subliminali e che le sue emozioni siano così forti e palpabili da divenire vero agli occhi di chi lo guarda. Un vero e proprio Vaso di Pandora, che suscita la curiosità e la brama di possesso di ogni cinefilo.
- Riferimenti del titolo: le bruciature di sigaretta (cigarette burns appunto) sono una caratteristica tecnica dei vecchi film, dei cerchi neri, simili a delle bruciature, che in un paio di fotogrammi appaiono durante la proiezione, segnalando così a chi metteva le pellicole quando la bobina stava terminando e si doveva sostituirla.
- Interpreti: Norman Reedus (Kirby), Udo Kier (Bellinger), Gary Hetherington (Walter), Christopher Britton (Meyers), Zara Taylor (Annie), Chris Gauthier (Timpson), Douglas Arthurs (Dalibor), Colin Foo (Fung), Gwynyth Walsh (Katja), Christopher Redman (Willowy Being), Julius Chapple (Henri Cotillard), Taras Kostyuk (Kaspar), Brad Kelly (Horst)

## Patto con il demonio
- Titolo originale: The Fair Haired Child
- Diretto da: William Malone
- Scritto da: Matt Greenberg

### Trama
Tara è un'adolescente solitaria con dei pessimi genitori. Un giorno viene investita da un furgone al ritorno verso casa. Quando si sveglia si ritrova in una stanza che pare essere una camera d'ospedale, ma si rivela la stanza di una villa isolata accanto a un lago, in cui vivono due strani coniugi.
- Interpreti: Lori Petty (Judith), Lindsay Pulsipher (Tara), Jesse Haddock (Johnny), William Samples (Anton), Walter Phelan (Johnny Thing), Ian A. Wallace (insegnante di matematica), Haley Morrison (giovane ragazza)

## Creatura maligna
- Titolo originale: Sick Girl
- Diretto da: Lucky McKee
- Scritto da: Sean Hood

### Trama
Ida (Angela Bettis) è un'entomologa omosessuale, che a causa del suo lavoro e della sua passione maniacale per gli insetti non riesce ad avere una vita sentimentale. Finché non arriva Misty (Erin Brown), giovane ragazza eccentrica che la farà innamorare; Ida inviterà Misty a vivere insieme a lei, scoprendo la stessa passione per l'entomologia. Contemporaneamente ad Ida viene spedito dal Brasile un pacchetto contenente uno strano ed enorme insetto, che iniettando la sua tossina riesce a cambiare il comportamento della persona infettata. Misty cadrà subito nella sua trappola ed inizierà pian piano a comportarsi in modo sempre più strano.
- Interpreti: Angela Bettis (Ida Teeter), Erin Brown (Misty Falls), Jesse Hlubik (Max), Marcia Bennett (Lana Beasley), Mike McKee (prof. Malcolm Wolf), Chandra Berg (Betty)

## Strada per la morte
- Titolo originale: Pick Me Up
- Diretto da: Larry Cohen
- Scritto da: Sean Hood

### Trama
Un autobus ha un guasto durante il viaggio nel bel mezzo di una desolata strada di montagna. L'autista, costretto a fermarsi, lascia tutti i passeggeri in preda al panico. Il caso vuole che Wheeler, uno psicopatico assassino con il vizio di uccidere gli autostoppisti, sia nello stesso posto e che contemporaneamente Walker, un camionista "cacciatore di prede difficili", passi di lì. Stacia, una donna che viaggiava nell'autobus, diventa l'esca per il duello tra i due serial killer.
- Ispirazione: la storia è ispirata ad un racconto dello scrittore David J. Schow
- Interpreti: Fairuza Balk (Stacia), Warren Kole (Walker), Michael Moriarty (Jim Wheeler), Laurene Landon (Birdy), Malcolm Kennard (Danny), Tom Pickett (autista dell'autobus), Peter Benson (Deuce), Kristie Marsden (Marie), Michael Eklund (Cashier), Paul Anthony (Stoney), Crystal Lowe (Lily)

## La terribile storia di Haeckel
- Titolo originale: Haeckel's Tale
- Diretto da: John McNaughton
- Scritto da: Mick Garris

### Trama
Un uomo si reca da un'anziana signora che crede sia capace di resuscitare i morti, perché vuole stringere nuovamente tra le sue braccia la defunta moglie. La signora comincia allora a raccontargli la storia di Haeckel.
- Interpreti: Derek Cecil (Ernst Haeckel), Leela Savasta (Elise Wolfram), Tom McBeath (Wolfram), Steve Bacic (John Ralston), Gerard Plunkett (dott. Hauser), Micki Maunsell (Miz Carnation), Jon Polito (Montesquino), Pablo Coffey (Chester), Warren Kimmel (Faron), Jill Morrison (Rachel)

- Ispirazione: la storia è ispirata ad un racconto dello scrittore Clive Barker

## Sulle tracce del terrore
- Titolo originale: Imprint
- Diretto da: Takashi Miike
- Scritto da: Daisuke Tengan, Mick Garris

### Trama
Nel Giappone dell'800, un giornalista americano, Christopher, (Billy Drago) è alla ricerca della ragazza di cui si era innamorato in un viaggio precedente, ma la situazione lo porterà a passare la notte con una prostituta sfigurata che gli racconterà di come l'amata sia morta.
- Interpreti: Youki Kudoh (la donna), Michie Itô (Komomo), Toshie Negishi (anziana signora), Billy Drago (Christopher), Miyuki Konno (donna defunta), Hōka Kinoshita (Padre)